# Goitseone Seleka
Goitseone Seleka (* 10. August 1988 in Francistown) ist eine botswanische Sprinterin, die sich auf den 400-Meter-Lauf spezialisiert hat.

## Sportliche Laufbahn
Erste internationale Erfahrungen sammelte Goitseone Seleka bei den Afrikameisterschaften 2010 in Nairobi, bei denen sie im 800-Meter-Lauf mit 2:31,74 min in der ersten Runde ausschied. Im Jahr darauf nahm sie über 400 Meter erstmals an den Afrikaspielen in Maputo teil und erreichte dort das Halbfinale, in dem sie mit 55,58 s ausschied. Auch bei den Afrikameisterschaften 2012 in Porto-Novo schied sie mit 54,09 s im Halbfinale aus und gewann zudem mit der botswanischen 4-mal-400-Meter-Staffel in 3:31,27 min die Silbermedaille hinter Nigeria. Mit der Staffel qualifizierte sie sich 2013 für die Weltmeisterschaften in Moskau, bei denen sie mit 3:38,96 min im Vorlauf ausschied. 2014 folgte das Aus über 400 Meter bei den Afrikameisterschaften in Marrakesch in 55,67 s im Vorlauf, mit der botswanischen Staffel gewann sie in 3:40,28 min die Bronzemedaille hinter Nigeria und Kenia. Bei den IAAF World Relays 2015 auf den Bahamas belegte sie mit 3:35,76 min Rang fünf im B-Finale. Bei den Afrikaspielen in Brazzaville schied sie über 400 Meter mit 53,23 s im Halbfinale aus und siegte mit der Staffel in 3:32,84 min, nachdem die Mannschaft aus Nigeria nachträglich wegen eines Dopingvergehens disqualifiziert worden war.
Bei den Afrikameisterschaften 2016 in Durban gelangte sie bis in das Halbfinale, in dem sie mit 54,41 s ausschied und erreichte mit der 4-mal-100-Meter-Staffel in 46,10 s den fünften Platz und klassierte sich mit der 4-mal-400-Meter-Staffel in 3:31,54 min auf Rang vier. Bei den IAAF World Relays 2017 trat sie in der Mixed-Staffel an, konnte ihren Lauf dort aber nicht beenden. 2018 schied sie bei den Afrikameisterschaften in Asaba mit 56,17 s in der ersten Runde aus und belegte mit der 4-mal-400-Meter-Staffel in 3:42,16 min Rang vier.

## Bestleistungen
- 400 Meter: 53,11 s, 27. Juni 2012 in Porto-Novo
- 800 Meter: 2:19,61 min, 16. Juli 2006 in Réduit